# Cuarteto
Le cuarteto característico (« quatuor caractéristique »), música cuarterera, ou simplement cuarteto, est un genre de musique populaire de la ville de Córdoba, en Argentine. Il se caractérise par un rythme allègre et actif.
À ses débuts, dans les années 1940, elle est presque exclusivement associée à la classe inférieure et aux secteurs marginaux, étant méprisée par les classes moyennes et supérieures. Toutefois, dans les années 1990, le cuarteto se popularise dans le reste du pays, amorçant ainsi un processus d'acceptation par tous les secteurs de la société argentine, une transformation de l'opinion publique qui s'est consolidée au fil du temps,.
Le cuarteto est déclaré patrimoine culturel immatériel de la ville, puis de la province de Córdoba en 2013, et un projet de loi est lancé en 2016 pour l'étendre au niveau national.

## Histoire

### Débuts
Le cuarteto est l'héritier direct de la fusion de la musique que les immigrants italiens et espagnols ont apportée en Argentine, en particulier la tarentelle et le paso doble, bien qu'il ait été créé principalement par des membres de la classe ouvrière créole. En raison de son hybridation, il est complexe de délimiter les apports de cette musique populaire, bien qu'il y ait un accord sur l'influence des genres tropicaux d'Amérique du Sud, comme la Gaita zuliana, le jalaíto et le paseo, qui a des racines afro[réf. nécessaire].
En 1943, Augusto Marzano (qui était également membre de l'Orquesta Característica Los Bohemios) a formé le Cuarteto Leo, du nom de sa fille Leonor (es), qui se composait de lui-même à la contrebasse, de Fernando Achával à la première voix — rapidement remplacé par José Sosa Mendieta —, de Miguel Gelfo à l'accordéon, de Luis Cabero au violon et de Leonor Marzano elle-même au piano. C'est elle qui a créé l'essence de ce style en donnant la priorité au marquage rythmique de sa main gauche (qui est devenu familièrement connu sous le nom de « tunga-tunga ») et en accentuant le premier temps au lieu du second (elle a souligné le « tun » et adouci le « ga »),,,. Le 4 juin de cette année-là, ils ont fait leurs débuts lors d'un concert à la station de radio LV3 (es) à Cordoue. Cette date marque le début officiel du genre cuarteto et le 4 juin célèbre tous les ans le « Día del Cuarteto » (Jour du cuarteto). Après cette représentation, l'orchestre a fait une tournée dans différents endroits de cette province et de celle de Santa Fe.
À ses débuts, le cuarteto était écouté dans les zones semi-rurales et joué par de petits orchestres de quatre musiciens (d'où le nom, qui a été étendu au genre) qui jouaient du piano, de l'accordéon, de la contrebasse et du violon, animant les fêtes[réf. nécessaire].
En 1953, ils enregistrent leur premier album et puis se produisent en 1956 dans la banlieue de la ville de Córdoba, sur un morceau intitulé El Negrito. Au cours des années 1960, le groupe s'est enrichi d'autres membres, comme Carlitos Rolán (es), qui a repris la voix en 1965, et Eduardo Gelfo (fils de Miguel Gelfo et Leonor Marzano), qui a rejoint le groupe en 1968, à l'âge de 19 ans. À la fin de cette décennie, le Cuarteto avait atteint une certaine popularité dans la ville. Rolán a pris sa retraite du Leo en 1971, après quoi il a commencé sa carrière solo dès l'année suivante, marquée par le remplacement de la contrebasse et du piano par la basse et le piano électrique.
Par ailleurs, un autre groupe est créé en 1964, le Cuarteto Don Chicho.

### Popularité

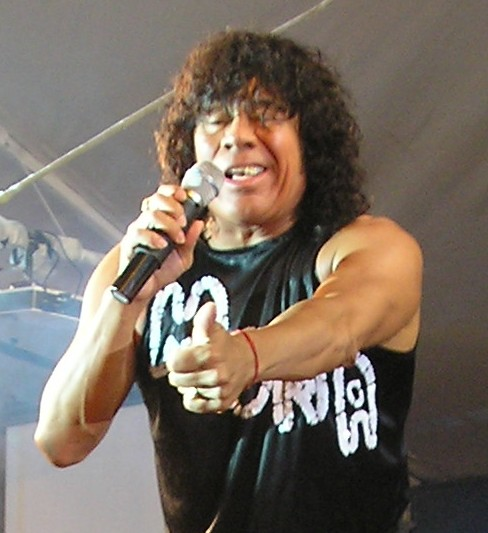
en 2008. Avec plus de 50 ans de carrière de chanteur, il est considéré comme une figure clé et centrale dans l'histoire du cuarteto.

Le 1er juillet 1967, le Cuarteto Juvenil Berna fait ses débuts, composé de Bernardo Antonio Bevilacqua au piano, Daniel Franco à l'accordéon, Dante Franco à la guitare basse, Horacio Luna au violon et Juan Carlos « La Mona » Jiménez (es) au chant. Il s'agissait de la première apparition de l'artiste, qui avait alors 16 ans et avait obtenu sa place après avoir participé à un casting avec quarante autres candidats.
Son premier album a été enregistré en 1969 et s'appelait Con ritmo de guarason. La Mona enregistre six albums avec le groupe avant de partir pour former le Cuarteto de Oro en 1972. Sa place au sein du Cuarteto Juvenil Berna a été prise par Ariel Ferrari, quand le genre était déjà plus répandu. Póngale la cadenita, un des premiers albums du Cuarteto de Oro, a été un échec dans les ventes. Cependant, leur album suivant, intitulé Cortate el pelo cabezón, s'est vendu à 180 000 exemplaires.
Le groupe appelé Cuarteto Característico La Leo a introduit des airs de ces genres dans son répertoire, comme en témoigne son album de 1971 ¡Viva la felicidad!. L'une des chansons les plus connues du cuarteto avec des airs de gaita est La gaita del lobizón, interprétée par le Cuarteto de Oro en 1974. 
Chébere (es) fait ses débuts en concert la même année, accompagné de Sebastián (es).
La Mona se retire du Cuarteto de Oro pour lancer son propre projet solo, après avoir enregistré vingt-six albums avec le groupe,. En 1984, il sort son premier album, Para toda América, qui inclut la chanson La Flaca Marta. La même année, naît le groupe Tru-la-lá (es). Quatre ans plus tard, La Mona fait ses débuts à Buenos Aires, dans le petit stade du Club Atlético Atlanta, puis joue au Luna Park et en 1989 dans la discothèque punk Cemento.

### Expansion dans le reste du pays
Au milieu des années 1980, le cuarteto était très répandu dans la province de Córdoba, la région de Cuyo et le Nord-Ouest du pays, mais en 1988, La Mona Jiménez a joué pour la première fois à Buenos Aires, présentant sa célèbre chanson ¿Quién se ha tomado todo el vino? dans le stade du club d'Atlanta, et voyait croitre le public du cuarteto à chaque nouvelle représentation qu'il donnait dans le Grand Buenos Aires. Tandis que naissent plusieurs artistes ou groupes importants — Fernando Bladys (1987), Gary (soliste, 1990), Videla (soliste, 1991), La Barra (1994), Todo Quevedo et Jean Carlos (solistes, 1996) et Banda XXI (1998) —, cette situation s'est consolidée dans les années 1990, grâce aussi à l'apparition sur scène de Rodrigo Bueno (es), un chanteur qui a gagné une grande popularité presque immédiatement dans tout le pays[réf. nécessaire]. En 1996, Rodrigo sort Lo mejor del amor, une œuvre pour laquelle il reçoit le prix ACE, mais son décollage définitif se fait avec Cuarteteando, enregistré à Córdoba. Des chansons comme Y voló, voló et Ocho cuarenta ont été les plus réussies de l'album[réf. nécessaire]. Sa notoriété explose en 2000.
Au XXIe siècle, le cuarteto continue d'être joué, tant par des noms classiques comme « La Mona » Jiménez et Tru-la-lá (es) que par de nouveaux groupes ou solistes comme Sabroso (2001), La Fiesta (2002), Ulises Bueno (es) et Damián Córdoba (2003), qui remplit le stade Super Deportivo en 2006, ou encore Alejandro Ceberio (2008).
Le 4 juillet 2013, le Conseil Délibératif de la Ville de Córdoba — l'organe législatif de la ville — le déclare patrimoine culturel immatériel par le biais de l'Ordonnance 12205, qui a été promue par le Secrétariat de la Culture, ; la déclaration est étendue le 20 novembre de la même année à la province par la Législature de la Province de Cordoue par le biais de la Loi 10174.6. En 2016, un projet de loi est traité sous le numéro 2569-D-2016 dans le but d'obtenir le même statut au niveau national.

## Instruments
Le nom du genre, qui veut dire quartet, indique qu'il était à l'origine joué par quatre musiciens qui jouaient de la contrebasse, du piano, du violon et de l'accordéon[réf. nécessaire].
Aujourd'hui, les groupes de cuarteto utilisent une quinzaine de musiciens, dont des instruments à percussion (timbaletas (es), tambora, conga, güiro et batterie), des instruments à cordes (guitare et basse électriques), des instruments à vent (trompette, trombone et parfois saxophone), un piano et un clavier électrique[réf. nécessaire].

## Sous-genres

### Cuarteto traditionnel
Le cuarteto lui-même (aussi appelé tunga-tunga) est le rythme original né du mélange de la tarentelle et du paso doble. Plus tard, l'influence de rythmes tels que la Gaita zuliana, le jalaíto et le paseo s'est ajoutée à ceux-ci.
Les premiers groupes représentatifs sont le Cuarteto Leo, La Mona Jiménez (es), Rodrigo (es), Cuarteto de Oro, Cuarteto Berna ou encore Heraldo Bossio. Au début du XXIe siècle, le cuarteto traditionnel est notamment interprété par Cachumba, Damián Córdoba, Ulises Bueno (es), Diego Olmos (es) et Walter Olmos (es).

### Cuarteto moderne
Ce sous-genre a été introduit sur la scène du cuarteto par l'ensemble Chébere (es) et est actuellement joué par de nombreux groupes. Il se caractérise par l'absence de percussions classiques et la forte présence de tambours et d'instruments à vent, et est proches des rythmes tels que le rock argentin ou le ska[réf. nécessaire]. Il est joué par des groupes comme : Tru-la-lá (es), Banda XXI (es), La Barra (es), Sabroso (es), Sebastián (es), Los Caligaris (es), Kapanga (es) et Los Auténticos Decadentes.

### Merenteto
Le merenteto est un mélange entre le cuarteto de Córdoba et le merengue. Il existe deux théories sur la façon dont ce sous-genre a été créé : les uns évoquent l'introduction des instruments à vent par Chébere (es), et les autres l'attribuent au chanteur Jean Carlos, d'origine dominicaine, comme genre musical[réf. nécessaire].